# Yoshino Tomoyuki
Tomoyuki Yoshino (sinh ngày 9 tháng 7 năm 1980) là một cầu thủ bóng đá người Nhật Bản.

## Sự nghiệp câu lạc bộ
Tomoyuki Yoshino đã từng chơi cho Urawa Reds, Shonan Bellmare, Yokohama FC và Gainare Tottori.